# 도미닉 작전
도미닉 작전(영어: Operation Dominic)은 1962년 미국이 태평양에서 총 38.1 Mt (159 PJ)의 위력을 가진 31차례의 핵실험("폭발")으로 이루어진 일련의 핵실험이었다. 이 핵실험은 암묵적인 1958–1961년 핵실험 모라토리엄 이후 소련의 핵실험 재개에 대응하기 위해 신속하게 계획되었다. 대부분의 핵폭발은 B-52 폭격기에서 투하된 자유낙하폭탄을 사용해 수행되었다. 이 핵폭발 중 20회는 신형 무기 설계를 시험하기 위한 것이었고, 6회는 무기 효과를 시험하기 위한 것이었으며, 몇 차례의 핵폭발은 기존 무기의 신뢰성을 확인하기 위한 것이었다. 또한 토르 미사일은 탄두를 준우주 공간으로 들어 올려 고고도 핵폭발 시험을 수행하는 데 사용되었으며, 이 핵폭발들은 총칭하여 피시볼 작전으로 불렸다.
도미닉 작전은 미국과 소련 간의 냉전 긴장이 고조된 시기에 일어났는데, 피그스만 침공이 얼마 전에 발생했기 때문이었다. 니키타 흐루쇼프는 1961년 8월 30일 3년간의 핵실험 모라토리엄의 종료를 발표했고, 소련의 핵실험은 9월 1일에 재개되어 차르 봄바의 폭발을 포함한 일련의 실험을 시작했다. 존 F. 케네디 대통령은 도미닉 작전을 승인함으로써 이에 대응했다. 이는 이듬해 모스크바에서 부분적 핵실험 금지 조약이 체결되면서 미국이 실시한 마지막 대기권 핵실험 시리즈였다.
이 작전은 합동 태스크포스 8에 의해 수행되었다.
미국 원자력위원회(AEC)는 1962년 7월 7일부터 17일까지 네바다 핵 실험장(NTS)에서 대기 핵실험 시리즈인 도미닉 II 작전을 수행했다. 이 실험 시리즈에는 4개의 저위력 핵폭발이 포함되었으며, 그 중 3개는 지표 근처 폭발이었고 1개는 타워 폭발이었다. IVY FLATS 훈련에는 데이비 크로켓 로켓 발사기에서 발사된 지표 근처 핵폭발 중 하나가 포함되었다.

## 핵폭발

### 선셋
핵폭발 보고서에 따르면 방미터로 측정된 핵출력은 855 TNT 킬로톤 (3,580 TJ) ±20%, 화구 분석으로는 930 TNT 킬로톤 (3,900 TJ) ±10%이다. 다른 출처에서는 핵출력을 1 TNT 메가톤 (4.2 PJ)로 명시한다.

## 전체 핵폭발 목록
| 이름         | 일시 (UT)                  | 현지 시간대                                                         | 위치 | 표고 (높이) + 높이       | 운반 목적                         | 장치                                             | 핵출력     | 낙진 | 참조                                          | 비고 |
| ------------ | -------------------------- | ------------------------------------------------------------------- | --- | ------------------------ | --------------------------------- | ------------------------------------------------ | ---------- | ---- | --------------------------------------------- | --- |
| Adobe        | 1962년 4월 25일 15:46:??   | LINT (10.67 hrs) (−10 hrs, 40 min)                                  | 키리티마티섬 (크리스마스섬), 키리바시 북위 1° 35′ 서경 157° 19′ / 북위 1.59° 서경 157.32° | 0 + 884 m (2,900 ft)     | 자유 공중 투하, 무기 개발         | XW-50X1-Y2                                       | 190 kt     |      | [ 1 ] [ 6 ] [ 9 ] [ 10 ] [ 11 ] [ 12 ]        | 아즈텍, 킹피시, 블루길 트리플 프라임과 유사한 검증 실험. Mk-39 Mod-1 Type 3 투하 케이스에 사용되었다.                                                   |
| Aztec        | 1962년 4월 27일 16:02:??   | LINT (−10.67 hrs) (−10 hrs, 40 min)                                 | 키리티마티섬 (크리스마스섬), 키리바시 북위 1° 37′ 서경 157° 19′ / 북위 1.62° 서경 157.31° | 0 + 796 m (2,612 ft)     | 공중 투하, 무기 개발              | XW-50X1-Y3                                       | 410 kt     |      | [ 1 ] [ 6 ] [ 9 ] [ 10 ] [ 11 ] [ 12 ]        | 어도비, 킹피시, 블루길 트리플 프라임과 유사하며, 핵출력은 예상보다 약간 낮았음; 2.21 kt/kg 달성.                                                        |
| Arkansas     | 1962년 5월 2일 18:02:??    | LINT (−10.67 hrs) (−10 hrs, 40 min)                                 | 키리티마티섬 (크리스마스섬), 키리바시 북위 1° 35′ 서경 157° 16′ / 북위 1.58° 서경 157.26° | 0 + 1,533 m (5,030 ft)   | 낙하산, 무기 개발                 | XW-56-X2에 스타링 프라이머리 및 파이프 세컨더리. | 1.1 Mt     |      | [ 1 ] [ 6 ] [ 9 ] [ 10 ] [ 11 ] [ 12 ]        | 고도로 성공적; 낙하산 지연으로 목표 지점에서 단 600 ft (180 m) 이내에 착지. 4.00 kt/kg.                                                                 |
| Questa       | 1962년 5월 4일 19:05:??    | LINT (−10.67 hrs) (−10 hrs, 40 min)                                 | 키리티마티섬 (크리스마스섬), 키리바시 북위 1° 38′ 서경 157° 19′ / 북위 1.63° 서경 157.32° | 0 + 1,594 m (5,230 ft)   | 공중 투하, 무기 개발              | XW-59에 체체 프라이머리                          | 670 kt     |      | [ 1 ] [ 6 ] [ 9 ] [ 10 ] [ 11 ] [ 12 ]        | 알마, 린코나다, 선셋과 유사하며, 핵출력은 예상보다 상당히 낮았음.                                                                                       |
| Frigate Bird | 1962년 5월 6일 23:30:??    | jamt (−11 hrs) 도미닉, 피시볼, HT I 기간 동안 사용된 것으로 추정됨. | 발사 위치 북위 12° 26′ 53″ 서경 134° 51′ 14″ / 북위 12.448° 서경 134.854° , 표고: 3–30 m (9.8–98.4 ft); 키리티마티섬 북동쪽 930 킬로미터 (580 mi) 떨어진 공해 상공 북위 4° 49′ 59″ 서경 149° 25′ 01″ / 북위 4.833° 서경 149.417° 에서 폭발 | N/A + 2,530 m (8,300 ft) | 고고도 로켓 (30–80 km), 무기 개발 | W47Y1에 로빈 프라이머리, Mk-1 재돌입체           | 600 kt     |      | [ 1 ] [ 6 ] [ 10 ] [ 11 ] [ 12 ]              | 유일한 미국 운용 탄도 미사일 실탄 발사, 폴라리스 A2 SLBM이 USS Ethan Allen에서 발사되어 목표 지점에서 2,200 yd (2,000 m) 떨어진 곳에서 성공적으로 폭발. |
| Yukon        | 1962년 5월 8일 18:01:??    | LINT (−10.67 hrs) (−10 hrs, 40 min)                                 | 키리티마티섬 (크리스마스섬), 키리바시 북위 1° 37′ 서경 157° 19′ / 북위 1.62° 서경 157.32° | 0 + 878 m (2,881 ft)     | 낙하산, 무기 개발                 | 칼리오페 II에 킹글렛 프라이머리                  | 100 kt     |      | [ 1 ] [ 6 ] [ 9 ] [ 10 ] [ 11 ] [ 12 ]        | 고융합/저핵분열 계열의 첫 실험; 머스키건, 쳇코, 누가 아리카리, 허드슨, 코드소, 후직과 유사; 핵출력은 예상보다 약간 높았음.                              |
| Mesilla      | 1962년 5월 9일 17:01:??    | LINT (−10.67 hrs) (−10 hrs, 40 min)                                 | 키리티마티섬 (크리스마스섬), 키리바시 북위 1° 35′ 서경 157° 18′ / 북위 1.58° 서경 157.3° | 0 + 747 m (2,451 ft)     | 자유 공중 투하, 무기 개발         | 지포 I 세컨더리                                  | 100 kt     |      | [ 1 ] [ 6 ] [ 9 ] [ 10 ] [ 11 ] [ 12 ]        | 진보된 프라이머리 및 세컨더리 개념 실험, 핵출력은 예상보다 상당히 낮았음.                                                                               |
| Muskegon     | 1962년 5월 11일 15:37:??   | LINT (−10.67 hrs) (−10 hrs, 40 min)                                 | 키리티마티섬 (크리스마스섬), 키리바시 북위 1° 35′ 서경 157° 19′ / 북위 1.59° 서경 157.32° | 0 + 913 m (2,995 ft)     | 낙하산, 무기 개발                 | 킹글렛 프라이머리 및 아마도 하프 세컨더리        | 50 kt      |      | [ 1 ] [ 6 ] [ 9 ] [ 10 ] [ 11 ] [ 12 ]        | 진보된 경량 저핵분열 개념, 쳇코 및 유콘과 유사하며, 예상보다 약간 낮은 핵출력.                                                                          |
| Swordfish    | 1962년 5월 11일 20:02:05.9 | PST (−8 hrs)                                                        | 캘리포니아 연안 태평양 북위 31° 14′ 42″ 서경 124° 12′ 43″ / 북위 31.245° 서경 124.212° | 0 - 198 m (650 ft)       | 수중, 무기 효과                   | W44                                              | 20 kt 미만 |      | [ 1 ] [ 6 ] [ 9 ] [ 11 ] [ 12 ]               | RUR-5 ASROC ASW 로켓의 전면 검증 실험, 누가 체나와 유사하며, USS Agerholm에서 4,348 yd (3,976 m) 떨어진 목표물에 발사.                                  |
| Encino       | 1962년 5월 12일 17:03:??   | LINT (−10.67 hrs) (−10 hrs, 40 min)                                 | 키리티마티섬 (크리스마스섬), 키리바시 북위 1° 35′ 서경 157° 19′ / 북위 1.58° 서경 157.31° | 0 + 1,679 m (5,509 ft)   | 자유 공중 투하, 무기 개발         | XW-43Y5                                          | 500 kt     |      | [ 1 ] [ 6 ] [ 9 ] [ 10 ] [ 11 ] [ 12 ]        | HT-I 엘더 핵폭발의 감소된 핵출력 변형 검증. |
| Swanee       | 1962년 5월 14일 15:22:??   | LINT (−10.67 hrs) (−10 hrs, 40 min)                                 | 키리티마티섬 (크리스마스섬), 키리바시 북위 1° 34′ 서경 157° 19′ / 북위 1.57° 서경 157.32° | 0 + 896 m (2,940 ft)     | 낙하산, 무기 개발                 | 클린 W56 장치, 아마도 XW-65 전구체               | 97 kt      |      | [ 1 ] [ 6 ] [ 9 ] [ 10 ] [ 11 ] [ 12 ]        | "클린" ABM 탄두 실험, 블루스톤과 유사하며, W-65 전구체일 가능성이 있고, 고도로 실험적이며, 핵출력은 예상보다 낮았음.                                    |
| Chetco       | 1962년 5월 19일 15:37:??   | LINT (−10.67 hrs) (−10 hrs, 40 min)                                 | 키리티마티섬 (크리스마스섬), 키리바시 북위 1° 36′ 서경 157° 20′ / 북위 1.6° 서경 157.33° | 0 + 2,105 m (6,906 ft)   | 낙하산, 무기 개발                 | 킹글렛 프라이머리 및 칼리오페 I 세컨더리         | 73 kt      |      | [ 1 ] [ 6 ] [ 9 ] [ 10 ] [ 11 ] [ 12 ]        | 진보된 경량 개념, 머스키건 및 유콘과 유사하며, 핵출력은 예측에 근접했고, 목표에서 단 200 ft (61 m) 떨어진 곳에 착지.                                    |
| Tanana       | 1962년 5월 25일 16:09:??   | LINT (−10.67 hrs) (−10 hrs, 40 min)                                 | 키리티마티섬 (크리스마스섬), 키리바시 북위 1° 36′ 서경 157° 18′ / 북위 1.6° 서경 157.3° | 0 + 2,752 m (9,029 ft)   | 낙하산, 무기 개발                 | 킹글렛 프라이머리 및 칼리오페 III 세컨더리       | 2.6 kt     |      | [ 1 ] [ 6 ] [ 9 ] [ 10 ] [ 11 ] [ 12 ]        | 세컨더리 실패로 인한 불발, "급진적" 설계. |
| Nambe        | 1962년 5월 27일 17:03:??   | LINT (−10.67 hrs) (−10 hrs, 40 min)                                 | 키리티마티섬 (크리스마스섬), 키리바시 북위 1° 35′ 서경 157° 19′ / 북위 1.59° 서경 157.32° | 0 + 2,176 m (7,139 ft)   | 자유 공중 투하, 무기 개발         | 스카라브 프라이머리 및 지포 II 세컨더리          | 43 kt      |      | [ 1 ] [ 6 ] [ 9 ] [ 10 ] [ 11 ] [ 12 ]        | "독특한" 설계, 진보된 개념 실험, 핵출력은 예상보다 낮았음.                                                                                              |
| Alma         | 1962년 6월 8일 17:03:??    | LINT (−10.67 hrs) (−10 hrs, 40 min)                                 | 키리티마티섬 (크리스마스섬), 키리바시 북위 1° 31′ 서경 157° 13′ / 북위 1.52° 서경 157.21° | 0 + 2,702 m (8,865 ft)   | 자유 공중 투하, 무기 개발         | XW-59                                            | 782 kt     |      | [ 1 ] [ 6 ] [ 9 ] [ 10 ] [ 11 ] [ 12 ]        | 퀘스타, 린코나다, 선셋과 유사. 3.12 kt/kg. |
| Truckee      | 1962년 6월 9일 15:37:??    | LINT (−10.67 hrs) (−10 hrs, 40 min)                                 | 키리티마티섬 (크리스마스섬), 키리바시 북위 1° 35′ 서경 157° 18′ / 북위 1.58° 서경 157.3° | 0 + 2,125 m (6,972 ft)   | 낙하산, 무기 개발                 | XW-58 (킹글렛 프라이머리 및 투바 세컨더리)       | 210 kt     |      | [ 1 ] [ 6 ] [ 9 ] [ 10 ] [ 11 ] [ 12 ]        | 폴라리스 A-3 무기 (3 MRV)의 개발 및 검증 실험, 만족스러움.                                                                                              |
| Yeso         | 1962년 6월 10일 17:01:??   | LINT (−10.67 hrs) (−10 hrs, 40 min)                                 | 키리티마티섬 (크리스마스섬), 키리바시 북위 1° 30′ 서경 157° 14′ / 북위 1.5° 서경 157.24° | 0 + 2,537 m (8,323 ft)   | 자유 공중 투하, 무기 개발         | 체체 프라이머리를 사용하는 16-M 장치             | 3 Mt       |      | [ 1 ] [ 6 ] [ 9 ] [ 10 ] [ 11 ] [ 12 ]        | 진보된 개념 실험, HT-I 코아와 유사하며, 예상대로 수행됨.                                                                                                |
| Harlem       | 1962년 6월 12일 15:37:??   | LINT (−10.67 hrs) (−10 hrs, 40 min)                                 | 키리티마티섬 (크리스마스섬), 키리바시 북위 1° 34′ 서경 157° 13′ / 북위 1.57° 서경 157.22° | 0 + 4,160 m (13,650 ft)  | 낙하산, 무기 개발                 | W-47Y2 로빈 프라이머리 및 파이프 세컨더리        | 1.2 Mt     |      | [ 1 ] [ 6 ] [ 9 ] [ 10 ] [ 11 ] [ 12 ]        | 성공적, W-47Y1 핵출력의 두 배, 3.42 kt/kg. |
| Rinconada    | 1962년 6월 15일 16:01:??   | LINT (−10.67 hrs) (−10 hrs, 40 min)                                 | 키리티마티섬 (크리스마스섬), 키리바시 북위 1° 34′ 서경 157° 14′ / 북위 1.56° 서경 157.23° | 0 + 2,775 m (9,104 ft)   | 자유 공중 투하, 무기 개발         | XW-59 "Wall" 장치                                | 800 kt     |      | [ 1 ] [ 6 ] [ 9 ] [ 10 ] [ 11 ] [ 12 ]        | 핵출력 증가 탄두 실험, 성공적, 퀘스타, 알마, 선셋과 유사. 3.48 kt/kg.                                                                                   |
| Dulce        | 1962년 6월 17일 16:01:??   | LINT (−10.67 hrs) (−10 hrs, 40 min)                                 | 키리티마티섬 (크리스마스섬), 키리바시 북위 1° 35′ 서경 157° 17′ / 북위 1.59° 서경 157.28° | 0 + 2,771 m (9,091 ft)   | 자유 공중 투하, 무기 개발         | 지포 세컨더리                                    | 52 kt      |      | [ 1 ] [ 6 ] [ 9 ] [ 10 ] [ 11 ] [ 12 ]        | 실험적 경량, 고효율 설계, 메실라와 유사, 기본 설계 적합성 확인.                                                                                         |
| Petit        | 1962년 6월 19일 15:01:??   | LINT (−10.67 hrs) (−10 hrs, 40 min)                                 | 키리티마티섬 (크리스마스섬), 키리바시 북위 1° 34′ 서경 157° 17′ / 북위 1.57° 서경 157.28° | 0 + 4,570 m (14,990 ft)  | 낙하산, 무기 개발                 | 킹글렛 프라이머리 및 오보에 세컨더리             | 2.2 kt     |      | [ 1 ] [ 6 ] [ 9 ] [ 10 ] [ 11 ] [ 12 ]        | 진보된 개념 실험, 두 번째 LRL 불발, 세컨더리 없음. |
| Otowi        | 1962년 6월 22일 16:01:??   | LINT (−10.67 hrs) (−10 hrs, 40 min)                                 | 키리티마티섬 (크리스마스섬), 키리바시 북위 1° 35′ 서경 157° 19′ / 북위 1.58° 서경 157.31° | 0 + 2,746 m (9,009 ft)   | 공중 투하, 무기 개발              | 주피 프라이머리 및 지포 III 세컨더리             | 81.5 kt    |      | [ 1 ] [ 6 ] [ 9 ] [ 10 ] [ 11 ] [ 12 ]        | "신형 시스템"의 진보된 개념 실험. |
| Bighorn      | 1962년 6월 27일 15:19:??   | LINT (−10.67 hrs) (−10 hrs, 40 min)                                 | 키리티마티섬 (크리스마스섬), 키리바시 북위 1° 22′ 서경 157° 14′ / 북위 1.37° 서경 157.24° | 0 + 3,600 m (11,800 ft)  | 공중 투하, 무기 개발              | 스완 프라이머리 및 첼로 I-C 세컨더리             | 7.7 Mt     |      | [ 1 ] [ 6 ] [ 9 ] [ 10 ] [ 11 ] [ 12 ]        | 진보된 개념 실험, 성공적. 4.14 kt/kg. |
| Bluestone    | 1962년 6월 30일 15:21:??   | LINT (−10.67 hrs) (−10 hrs, 40 min)                                 | 키리티마티섬 (크리스마스섬), 키리바시 북위 1° 32′ 서경 157° 15′ / 북위 1.53° 서경 157.25° | 0 + 1,518 m (4,980 ft)   | 낙하산, 무기 개발                 | XW-56-X2 주 장치                                 | 1.27 Mt    |      | [ 1 ] [ 6 ] [ 9 ] [ 10 ] [ 11 ] [ 12 ]        | 스와니와 유사; 4.96 kt/kg. |
| Sunset       | 1962년 7월 10일 16:33:??   | LINT (−10.67 hrs) (−10 hrs, 40 min)                                 | 키리티마티섬 (크리스마스섬), 키리바시 북위 1° 36′ 서경 157° 16′ / 북위 1.6° 서경 157.26° | 0 + 1,500 m (4,900 ft)   | 공중 투하, 무기 개발              | XW-59                                            | 1 Mt       |      | [ 1 ] [ 6 ] [ 9 ] [ 10 ] [ 11 ] [ 12 ]        | 고출력 진보된 개념 실험, 퀘스타, 알마, 린코나다와 유사, 4.06 kt/kg.                                                                                     |
| Pamlico      | 1962년 7월 11일 15:37:??   | LINT (−10.67 hrs) (−10 hrs, 40 min)                                 | 키리티마티섬 (크리스마스섬), 키리바시 북위 1° 23′ 서경 157° 13′ / 북위 1.39° 서경 157.22° | 0 + 4,370 m (14,340 ft)  | 낙하산, 무기 개발                 | 킹글렛 프라이머리 및 리플 I 세컨더리             | 3.9 Mt     |      | [ 1 ] [ 6 ] [ 9 ] [ 10 ] [ 11 ] [ 12 ] [ 19 ] | 고효율 핵융합 연소에 대한 고급 원리 실험, 성공적, 마지막 크리스마스섬 공중 투하; 0.934 kt/kg (실험 투하는 일반적으로 낮음).                             |
| Androscoggin | 1962년 10월 2일 16:18:??   | jamt (−11 hrs) 도미닉, 피시볼, HT I 기간 동안 사용된 것으로 추정됨. | 존스턴 환초, 존스턴 환초 북위 13° 48′ 서경 172° 06′ / 북위 13.8° 서경 172.1° | 0 + 3,130 m (10,270 ft)  | 공중 투하, 무기 개발              | 킹글렛 프라이머리 및 리플 II 세컨더리            | 75 kt      |      | [ 1 ] [ 6 ] [ 9 ] [ 11 ] [ 12 ] [ 20 ] [ 19 ] | 리플 II 세컨더리, 불발, 하우사토닉 핵폭발에서 재실험.                                                                                                   |
| Bumping      | 1962년 10월 6일 16:03:??   | jamt (−11 hrs) 도미닉, 피시볼, HT I 기간 동안 사용된 것으로 추정됨. | 존스턴 환초, 존스턴 환초 북위 14° 36′ 서경 168° 18′ / 북위 14.6° 서경 168.3° | 0 + 3,050 m (10,010 ft)  | 공중 투하, 무기 개발              | 킹글렛 프라이머리 및 오보에 세컨더리             | 11.3 kt    |      | [ 1 ] [ 6 ] [ 9 ] [ 11 ] [ 12 ] [ 20 ]        | 프티 재실험, 핵출력은 예상보다 훨씬 낮았음, 핵출력 대 중량 비율 개선을 위한 실험.                                                                       |
| Chama        | 1962년 10월 18일 16:01:??  | jamt (−11 hrs) 도미닉, 피시볼, HT I 기간 동안 사용된 것으로 추정됨. | 존스턴 환초, 존스턴 환초 북위 14° 36′ 서경 168° 42′ / 북위 14.6° 서경 168.7° | 0 + 3,650 m (11,980 ft)  | 낙하산, 무기 개발                 | 크로톤 프라이머리 및 덤블리나 또는 주피 세컨더리 | 1.6 Mt     |      | [ 1 ] [ 6 ] [ 9 ] [ 11 ] [ 12 ] [ 20 ]        | 경량 소구경 장치 실험, W-38 대체 가능성, 핵출력은 예측값보다 낮았음.                                                                                    |
| Calamity     | 1962년 10월 27일 15:46:??  | jamt (−11 hrs) 도미닉, 피시볼, HT I 기간 동안 사용된 것으로 추정됨. | 존스턴 환초, 존스턴 환초 북위 14° 36′ 서경 168° 24′ / 북위 14.6° 서경 168.4° | 0 + 3,590 m (11,780 ft)  | 공중 투하, 무기 개발              | 킹글렛 프라이머리 및 리플 III 세컨더리           | 800 kt     |      | [ 1 ] [ 6 ] [ 9 ] [ 11 ] [ 12 ] [ 20 ] [ 19 ] | 핵출력 대 중량 비율 극대화를 위한 특정 장치의 세 번째 낙하 실험.                                                                                        |
| Housatonic   | 1962년 10월 30일 16:02:??  | jamt (−11 hrs) 도미닉, 피시볼, HT I 기간 동안 사용된 것으로 추정됨. | 존스턴 환초, 존스턴 환초 북위 13° 42′ 서경 172° 12′ / 북위 13.7° 서경 172.2° | 0 + 3,700 m (12,100 ft)  | 공중 투하, 무기 개발              | 킹글렛 프라이머리 및 리플 II 세컨더리            | 9.96 Mt    |      | [ 1 ] [ 6 ] [ 9 ] [ 11 ] [ 12 ] [ 20 ] [ 19 ] | 앤드로스코긴 재실험, 성공적, 목표 정확도 100 ft (30 m) 이내; 마지막 미국 핵무기 공중 투하. 보고에 따르면 99.9% 클린.                                    |

1. ↑  미국, 프랑스, 영국은 핵실험에 암호를 부여했지만, 소련과 중국은 부여하지 않아 시험 번호만 사용했다(소련의 평화적 핵폭발은 예외적으로 명명되었다). 괄호 안의 영어 단어 번역은 고유 명사가 아닌 경우에만 한다. 숫자 뒤의 대시는 일제히 발사된 사건의 일부임을 나타낸다. 미국은 때때로 그러한 일제히 발사된 핵실험의 개별 폭발에도 이름을 붙였으며, 이는 "이름1 – 1(이름2 포함)"의 결과를 초래한다. 핵실험이 취소되거나 중단된 경우, 날짜 및 위치와 같은 행 데이터는 알려진 계획을 공개한다.
2. ↑  UT 시간을 표준 현지 시간으로 변환하려면 괄호 안의 시간을 UT 시간에 더하고, 현지 서머타임의 경우 1시간을 추가한다. 결과가 00:00 이전이면 24시간을 더하고 날짜에서 1을 뺀다. 24:00 이후이면 24시간을 빼고 날짜에 1을 더한다. IANA 시간대 데이터베이스에서 얻은 역사적 시간대 데이터.
3. ↑  대략적인 지명 및 위도/경도 참조; 로켓 탑재 실험의 경우, 알려진 경우 폭발 위치 전에 발사 위치가 지정된다. 일부 위치는 매우 정확하지만, 다른 위치(예: 공중 투하 및 우주 폭발)는 상당히 부정확할 수 있다. "~"는 해당 지역의 다른 핵실험과 공유되는 대략적인 형식적 위치를 나타낸다.
4. ↑  표고는 폭발 지점 바로 아래의 해발 고도이며, 높이는 탑, 풍선, 샤프트, 터널, 공중 투하 또는 기타 장치로 추가되거나 빼진 추가 거리이다. 로켓 폭발의 경우 지상 레벨은 "N/A"이다. 일부 경우에 높이가 절대적인지 지상에 상대적인지 명확하지 않다(예: 플럼밥/존). 숫자나 단위가 없으면 값이 알 수 없음을 나타내고, "0"은 0을 의미한다. 이 열의 정렬은 표고와 높이를 합한 값으로 한다.
5. ↑  대기, 공중 투하, 풍선, 총, 순항 미사일, 로켓, 지표면, 타워, 바지선은 모두 부분적 핵실험 금지 조약에 의해 금지된다. 밀폐된 수직갱과 터널은 지하에 있으며, PTBT 하에서도 유용하게 유지되었다. 의도적인 분화구 형성 실험은 경계선에 있으며, 조약 하에서 발생하고 때때로 항의를 받았지만, 핵실험이 평화적 목적으로 선언된 경우 일반적으로 묵인되었다.
6. ↑  무기 개발, 무기 효과, 안전 시험, 운송 안전 시험, 전쟁, 과학, 공동 검증 및 산업/평화적 목적을 포함하며, 더 세분화될 수 있다.
7. ↑  알려진 경우 시험 품목의 명칭, "?"는 이전 값에 대한 불확실성을 나타냄, 특정 장치의 별칭은 따옴표로 표시. 이 정보 범주는 종종 공식적으로 공개되지 않음.
8. ↑  톤, 킬로톤, 메가톤 단위의 추정 에너지 핵출력. TNT 1톤 환산은 4.184 기가줄 (1 기가칼로리)로 정의된다.
9. ↑  알려진 경우, 즉시 방출되는 중성자를 제외하고 대기로 방출되는 방사능. 언급된 경우 측정된 종은 요오드-131만 해당되며, 그렇지 않은 경우 모든 종에 해당된다. 항목이 없으면 알 수 없음을 의미하며, 지하인 경우 아마도 없을 것이고, 그렇지 않은 경우 "모두"이다. 그 외에는 알려진 경우 현장에서만 측정되었는지 또는 현장 외부에서 측정되었는지에 대한 표기와 방출된 방사능의 측정량이 표시된다.

## 갤러리

도미닉-하우사토닉, 9.96 메가톤
도미닉-하우사토닉
도미닉-머스키건, 50 킬로톤
도미닉-선셋, 1 메가톤
도미닉-유콘, 100 킬로톤.
도미닉-아칸소, 1.1 메가톤
도미닉-차마, 1.6 메가톤
도미닉-스워드피시, 20 킬로톤 미만
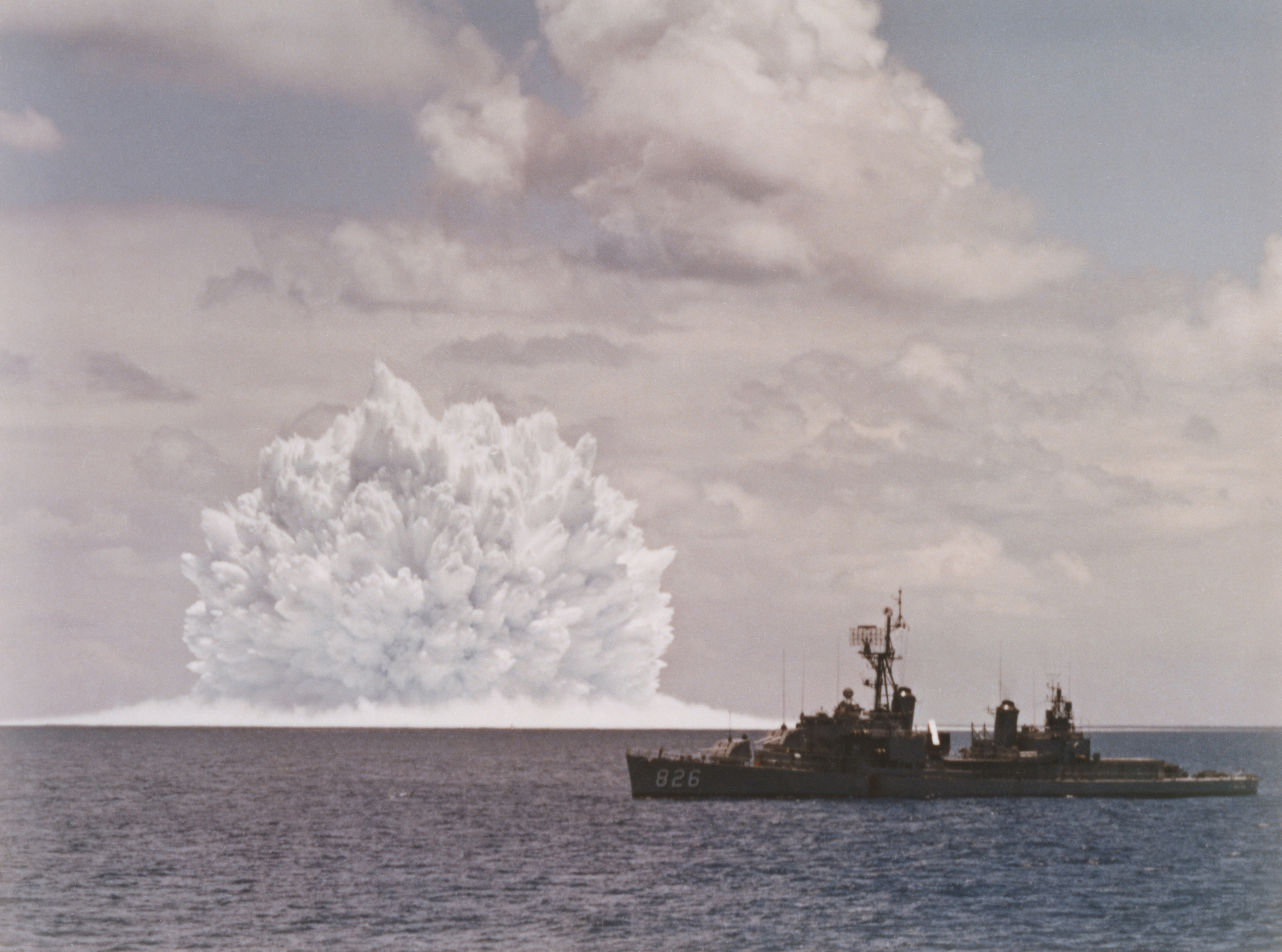
스워드피시 스프레이 돔과 플룸, 전경에 USS 에이거홈 (DD-826). ASROC 로켓 발사 심수폭탄의 전면 실험
도미닉-프리깃 버드, UGM-27 폴라리스 미사일을 통해, 600 킬로톤; 전략 미사일 시스템의 유일한 전면 미국 실험
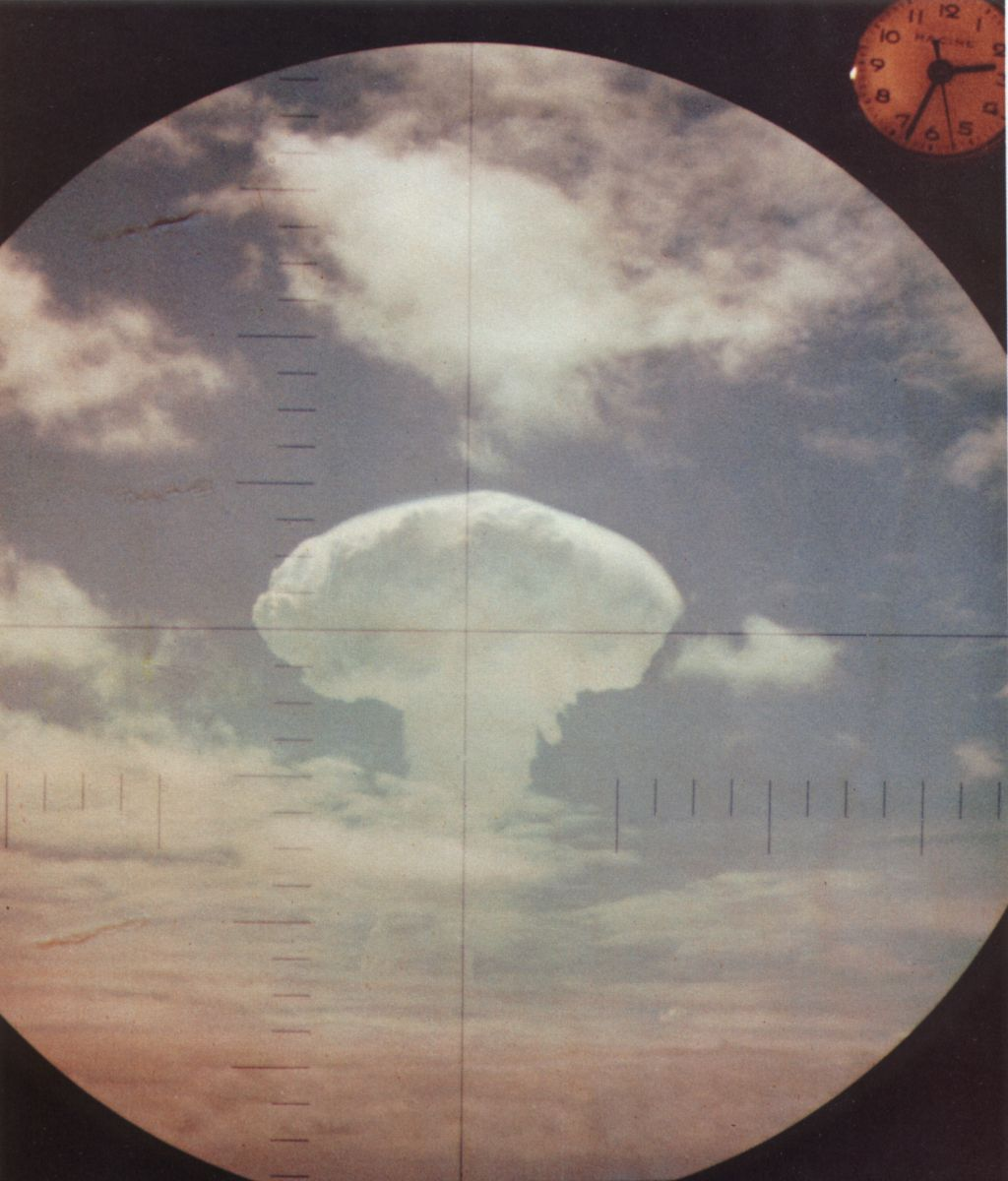
도미닉-프리깃 버드, 잠수함 USS 카보네로에서 본 모습
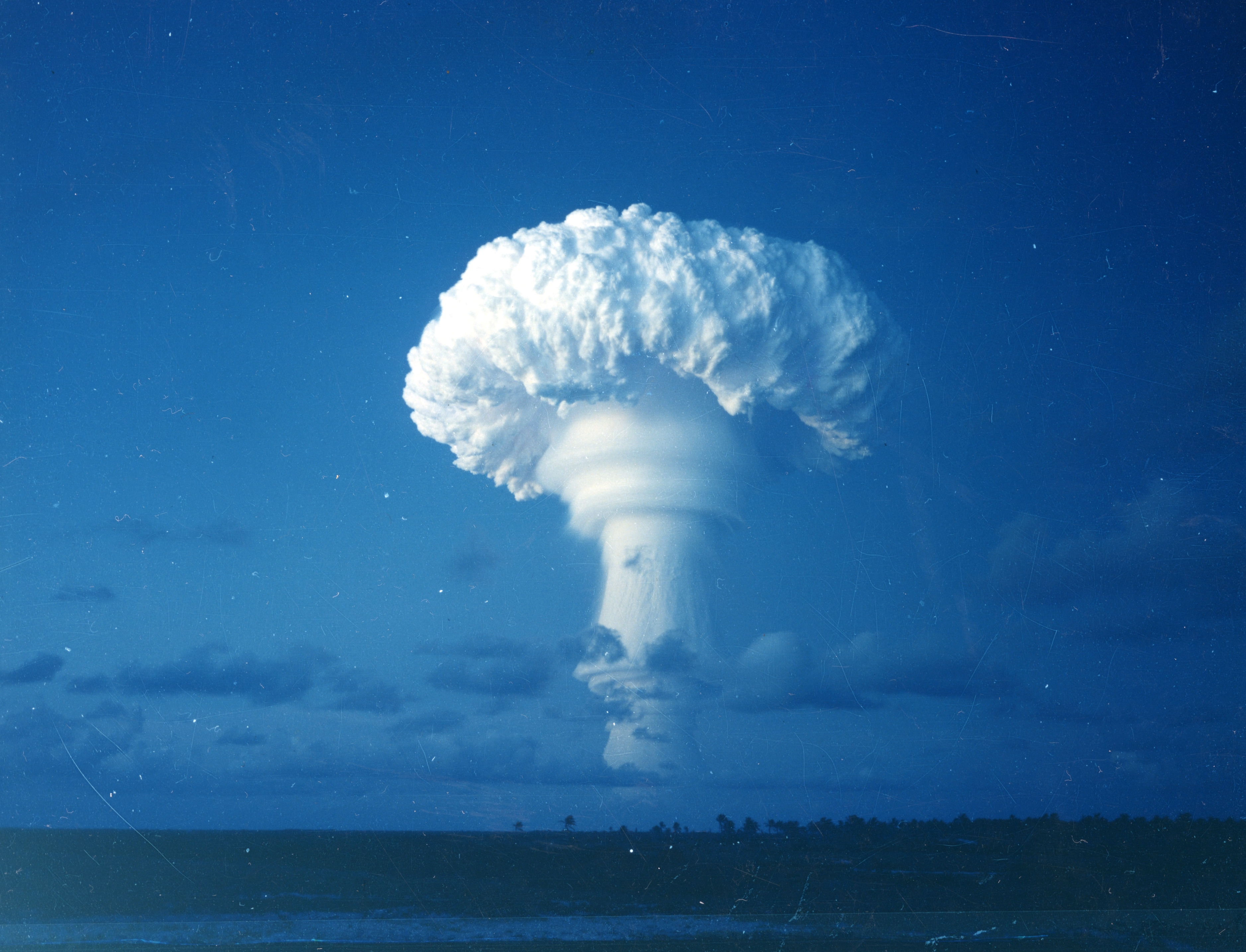
도미닉-트럭키, 210 킬로톤

## 같이 보기
- 미국의 핵무기 실험 목록